# Philippe Saint-John de Crèvecœur
Philippe Saint-John de Crèvecœur (1914-1947) est un officier de la Marine française. Rallié en août 1940 à la France libre, il participe aux opérations du Savorgnan de Brazza au large des côtes africaines. En 1946, il se porte volontaire pour combattre en Indochine. Nommé à la tête du commando Jaubert, il est tué au cours de l’opération Léa, le 23 octobre 1947, dans un affrontement avec le Việt Minh sur la rivière Claire.

## Biographie
Il est le troisième des huit enfants de Louis Guillaume Saint-John de Crèvecœur, compositeur de musique, et de Ghislaine Lacave-La Plagne-Barris. Il est un descendant de l’écrivain Saint-John de Crèvecœur.
Philippe Saint-John de Crèvecœur étudie chez les Jésuites, au lycée Saint-Louis-de-Gonzague dans le 16e arrondissement de Paris. Il intègre à vingt ans l’école navale, à Brest. En 1936, il embarque sur le Jeanne d’Arc avec le grade d’enseigne de vaisseau de 2e classe. À l’automne 1937, promu en 1re classe, il est envoyé à Haïphong sur la canonnière Vigilante. L’année suivante, il participe à une mission hydrographique à bord de l’Octant au Tonkin.

### Seconde Guerre mondiale
Le 19 décembre 1939, Saint-John de Crèvecœur embarque sur l’aviso colonial Savorgnan de Brazza de la division navale d'Extrême-Orient. Le bâtiment arrive à Brest en mai 1940 et participe à l’opération Dynamo pendant la bataille de Dunkerque. Du 9 au 16 juin, l’aviso bombarde les Allemands depuis le port de Cherbourg, avant de traverser la Manche pour rejoindre Portsmouth. Le Savorgnan de Brazza, saisi à son arrivée par la Royal Navy, est rendu aux Forces navales françaises libres en juillet.
Philippe Saint-John de Crèvecœur rembarque sur l’aviso, qui accompagne Charles de Gaulle à Dakar en septembre. Le Savorgnan de Brazza est ensuite engagé sous les ordres de Georges Thierry d'Argenlieu. Le 9 novembre, au large du Gabon, il coule un vaisseau de la marine du régime de Vichy, le Bougainville. Saint-John de Crèvecœur est promu lieutenant de vaisseau le 1er janvier 1941.
Entre juin 1941 et avril 1942, le Savorgnan de Brazza prend part au blocus de Djibouti en mer Rouge et dans le golfe d’Aden. Il est ensuite affecté à l’escorte des convois de l’Antlantique. À l’été 1942, Saint-John de Crèvecœur suit des cours de détection aérienne et sous-marine en Angleterre, à Newcastle. Il rembarque en novembre sur le Savorgnan de Brazza, sous le commandement d’André Jubelin. De novembre 1943 jusqu’à la fin de la guerre, il commande le Chasseur 71 basé à Casablanca et patrouille au large des côtes de l’Afrique occidentale. Le 20 novembre 1945, il est cité à l’ordre de l’armée en ces termes : « A fait preuve de courage et d'endurance au cours de la guerre 39-45, en effectuant dans des circonstances souvent périlleuses 48 mois de navigation en opérations. »

### Guerre d’Indochine
Après la Libération, il officie comme professeur de manœuvre à l’école navale à Brest. Désireux de reprendre le large, il se porte volontaire en septembre 1946 pour combattre en Indochine. En janvier 1947, il rejoint la flottille amphibie Indochine Nord, à Haïphong, en tant qu’officier en second. En mai 1947, la flottille participe à l'opération Ariane qui se déroule près de Phú Thọ sur le fleuve Rouge, à 100 kilomètres en amont d'Hanoï. Philippe Saint-John de Crèvecœur pilote la flottille à la tête du convoi, à bord d'un engin de débarquement LCM.
Le 26 août 1947, il est cité une nouvelle fois à l’ordre de l’armée : « Officier possédant de longue date une connaissance approfondie du Fleuve Rouge. A fait preuve de hautes qualités de navigateur en pilotant de Hanoï à Phu-Tho un important convoi de troupes, remplissant sa mission avec succès malgré les conditions hydrographiques très difficiles. Le 16 mai 1947 devant Hung-Hoa, grâce à son sang-froid exemplaire, a assuré le passage du convoi dont il avait le Commandement sous le feu nourri et meurtrier des rebelles, puissamment retranchés sur les rives du fleuve. ».
Il prend la direction du commando Jaubert le 15 septembre 1947. Au début du mois d’octobre est lancée l’opération Léa visant l’encerclement et l’anéantissement des forces du Viêt Minh, qui se concentrent dans une zone montagneuse limitée par la rivière Claire et la frontière avec la Chine. Trois divisions navales d’assaut, auxquelles est rattaché le commando Jaubert, ont pour mission de déposer en plusieurs étapes les forces terrestres d’infanterie à Tuyên Quang, à 160 kilomètres en amont d’Hanoï, le premier convoi est débarqué le 13 octobre. Le 22 octobre, le troisième convoi (commandé par Jean Landrot), est pris en embuscade par le Viêt Minh devant le village de Khoan Bo, dans un méandre de la rivière Claire en amont de Việt Trì.
Saint-John de Crèvecœur est à bord du LCT 1139, dans le sillage du LCT 1329. Les navires surchargés de soldats français sont pilonnés par l’artillerie rebelle. Les explosions sur la passerelle font plusieurs victimes. Saint-John de Crèvecœur remplace l’homme de barre, qu’il charge de prodiguer des soins à un blessé, et manœuvre pour dégager la barge de l’embuscade et faire débarquer ses hommes sur la rive opposée, où Landrot parvient à accoster. Crèvecœur est frappé par un projectile à la poitrine et s’écroule mort. Le bilan de l’attaque du côté français est de 9 tués et 30 blessés.
Philippe Saint-John de Crèvecœur est une nouvelle fois cité à l’ordre de l’armée pour ses « actions héroïques ». Le 22 juin 1948, il est élevé à titre posthume au grade de capitaine de corvette. La caserne du commando Jaubert à Haïphong est nommée en son honneur. Son corps est temporairement inhumé au cimetière militaire d’Hanoï, avant d’être rapatrié en 1950 avec celui de son frère Étienne, pilote de l’air lui aussi tué en Indochine. Ils sont inhumés dans le caveau familial à Montesquiou.

## Décorations
- Officier de la Légion d’honneur

- Croix de guerre 1939-1945

- Croix de guerre des Théâtres d'opérations extérieurs

- Médaille commémorative des services volontaires dans la France libre

## Sources
1. 1 2 3 4 5 6 7  « Philippe Louis Saint-John de Crèvecoeur », sur Mémorial national de marins morts pour la France
2. 1 2 3  « Anciens élèves de l’école navale : Philippe Saint-John de Crèvecœur (1914-1947) »
3. ↑  « Les Français libres : Philippe Saint-John de Crèvecœur »
4. ↑  Marine Indochine, Jacques Mordal, 1953, p.172-174
5. ↑  « Les opérations de la rivière Claire (Tonkin, octobre-décembre 1947) - conference de Jean Landrot à l’école navale (1950) »